# 智利马驼鹿
智利马驼鹿（学名：Hippocamelus bisulcus），是马驼鹿科的一科，是智利国徽上的动物之一。雄性才有鹿角，每年冬天结束时会脱落，随即开始生长（和驼鹿一样）。它们会季节性迁移，夏天待在高海拔地区，随着冬天来临逐步下移，一般生活在2只至3只的混合群体中。它们会通过逃跑、在悬崖上避难或游泳来逃避捕食者，当受到威胁时，它们先一动不动或躲藏起来，如果捕食者靠近则会迅速逃跑。由于过度捕猎、栖息地丧失等因素，导致目前成熟个体剩下1048只至1500只。

## 体长和体重
智利马驼鹿体长140厘米至175厘米，体重40公斤至100公斤。

## 食物
智利马驼鹿是草食性，它们吃草本植物、莎草、禾本科植物等。

## 分布
智利马驼鹿分布于阿根廷、智利等。

## 栖息地
智利马驼鹿居住在森林、灌木丛、草原、湿地（内陆）、岩石区（内陆悬崖、山峰）、沙漠等。